# Microsoft Tablet PC

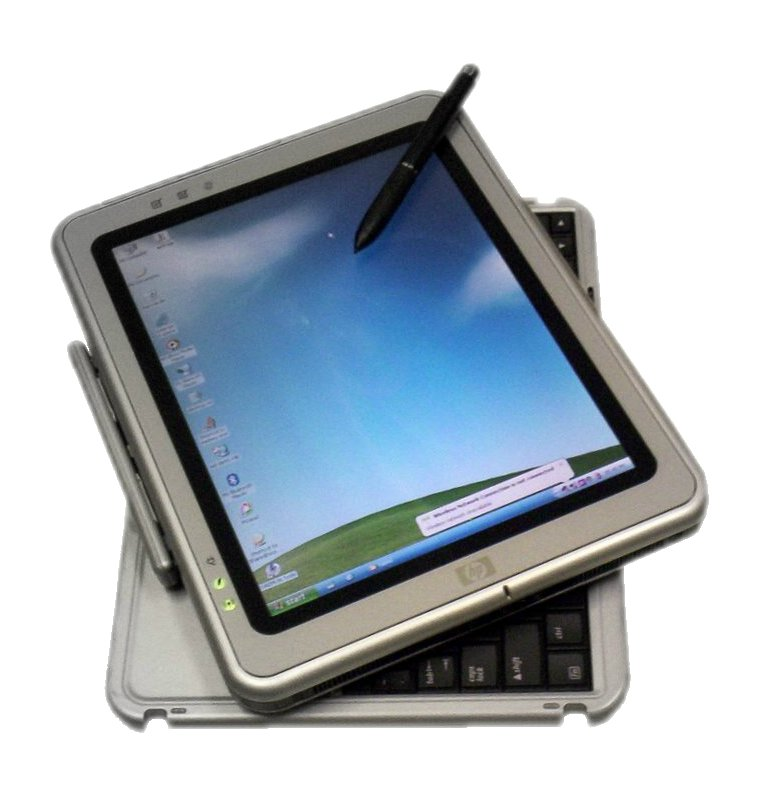
HP Tablet PC sous Windows XP (Tablet PC edition) (2006)

Microsoft Tablet PC est une technologie de Microsoft qui permet l'usage d'un stylet sur des ordinateurs personnels exécutant une version modifiée de Windows. Une des fonctionnalités est la reconnaissance de l'écriture manuscrite. Les constructeurs tels que HP ou Dell produisaient des ordinateurs personnels correspondants aux spécifications de Microsoft. Leur système d'exploitation était Windows XP Tablet PC Edition de 2001 à 2006, puis Windows Vista et finalement Windows 7.